# وحدت پولی

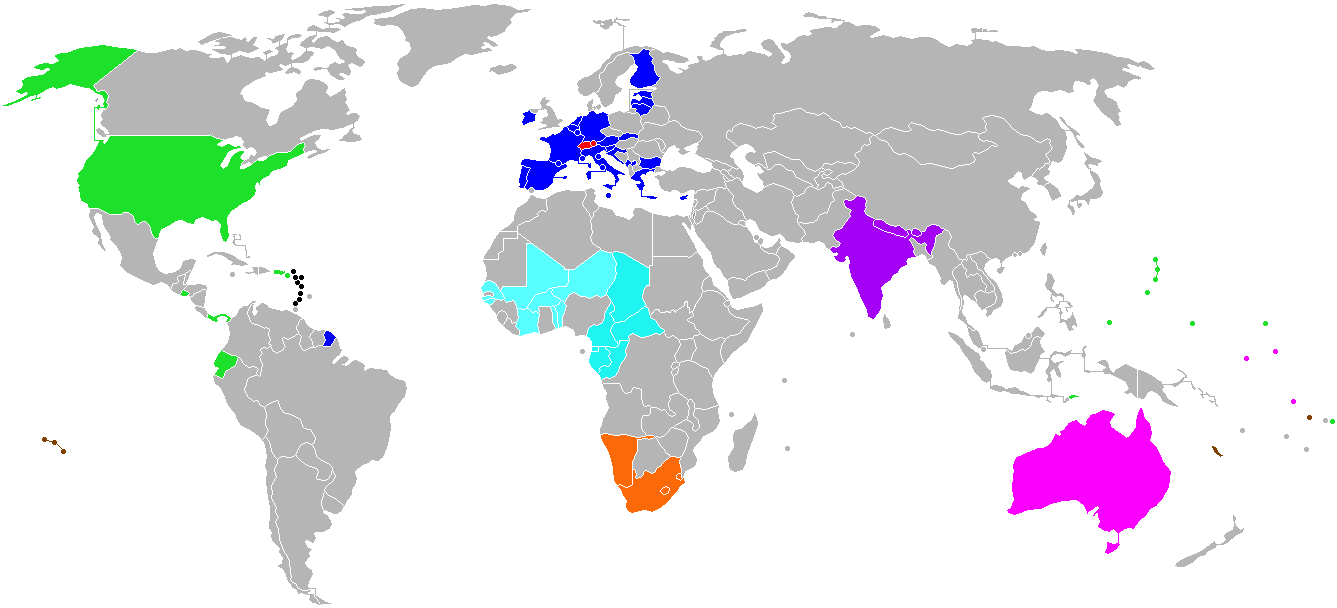
وحدت‌های پولی کنونی:
EUR یورو
USD دلار آمریکا
CHF فرانک سوئیس
INR روپیه هند
AUD دلار استرالیا
XCD دلار کارائیب شرقی
ZAR رند آفریقای جنوبی
XOF فرانک سی‌اف‌ای غرب آفریقا
XAF فرانک سی‌اف‌ای مرکز آفریقا
XPF فرانک اقیانوسیه

وحدت پولی به وضعیتی گفته می‌شود که در آن دو یا چند دولت از یکای پولی یکسانی استفاده می‌کنند. وحدت پولی لزوماً به معنی ادغام اقتصاد دولت‌ها یا به عبارت دیگر ادغام اقتصادی نیست. در صورتی که علاوه بر وحدت پولی، بازار واحد و اتحادیه گمرکی نیز وجود داشته باشد، وضعیتی پدید می‌آید که به آن وحدت پول و اقتصاد گفته می‌شود.
تئوری‌هایی در زمینه بهینه‌سازی ناحیه پولی وجود دارد که تعیین نواحی جغرافیایی مختلف برای به اشتراک‌گذاری واحد پول را مورد بررسی قرار می‌دهند. هدف این دسته از تئوری‌ها بیشینه کردن کارایی اقتصادی است.

## گونه‌ها
وحدت پولی به سه گونه است:
1. غیررسمی – در این گونه از وحدت پولی، ارز خارجی به صورت یک‌طرفه مورد پذیرش قرار می‌گیرد.
2. رسمی – در این گونه به واسطه توافق دو یا چند طرفه بانک‌های مرکزی، ارز خارجی مورد پذیرش قرار می‌گیرد که گاهی با انتشار پول بر اساس نظام نرخ ثابت ارز همراه است.
3. رسمی با سیاست مشترک – در این گونه، سیاست‌های پولی و بانک مرکزی مشترک وحدت پولی را به وجود می‌آورند.

## نمونه‌ها
- یورو
- دلار آمریکا
- دلار استرالیا
- دلار زلاندنو
- دلار کارائیب شرقی
- پوند استرلینگ
- فرانک سی‌اف‌ای آفریقای میانه
- فرانک سی‌اف‌ای آفریقای غربی
- رند آفریقای جنوبی
- روپیه هند